# マルコ・サーラ (1886年生のサッカー選手)
マルコ・サーラ（イタリア語: Marco Sala、イタリア語発音: [ˈmarko ˈsaːla]、1886年8月19日 - 1969年12月14日）は、イタリアの元サッカー選手。元イタリア代表。ポジションはDF。

## クラブ歴
1904年にFCセンピオーネで選手となったが、翌年にクラブが解散した。
その後、ACミランに加入。1910年1月23日の試合で試合後の場外乱闘の原因となったとして8ヶ月の出場停止処分を受けた。また、1915-1916シーズンには主将も務めた。
1920年にインテルナツィオナーレ・ミラノに移籍し、翌年に選手を引退した。

## 代表歴
1912年3月17日に行われたフランス代表戦にイタリア代表として出場した。

## プレースタイル
元々は右ウイングであったが、選手になってすぐに右サイドバックにコンバートされた。